# Olia Berger
Olia Berger (* 30. Juni 1980 in Kanada) ist eine ehemalige kanadische Judoka.
Olia Berger gewann 1997 eine Bronzemedaille im Schwergewicht bei der Makkabiade. 1999 war sie Panamerikanische Juniorenmeisterin. 2000 gewann Olia Berger ihren ersten kanadischen Meistertitel und belegte den zweiten Platz bei den Panamerikanischen Meisterschaften. 2001 und 2002 war sie ebenfalls kanadische Meisterin. 2002 erkämpfte sie eine Bronzemedaille bei den Panamerikanischen Meisterschaften. 2003 erreichte sie bei den Panamerikanischen Meisterschaften wie 2000 das Finale, dort unterlag sie allerdings der Mexikanerin Vanessa Martina Zambotti. Bei den Panamerikanischen Spielen 2003 erkämpfte sie eine Bronzemedaille.
2004 gewann Berger ihren vierten kanadischen Meistertitel. 2005 errang sie bei den Panamerikanischen Meisterschaften zwei Bronzemedaillen, neben einem dritten Platz im Schwergewicht erreichte sie auch in der offenen Klasse das Podest. 2007 und 2008 wurde sie noch zweimal kanadische Meisterin. Internationale Medaillen gewann sie nicht mehr.
Olia Berger ist die Tochter von Mark Berger, der 1984 bei den Olympischen Sommerspielen eine Bronzemedaille für Kanada gewann.